# Romanas Brazdauskis
Romanas Brazdauskis, född 20 februari 1964 i Kretinga, dåvarande Sovjetunionen, är en litauisk basketspelare som tog OS-brons 1992 i Barcelona. Detta var Litauens första medalj i herrarnas turnering i basket vid olympiska sommarspelen. Även vid kommande olympiska spel (1996 och 2000) tog herrarna brons. Han har spelat för BC Lietuvos Rytas.